# Ушаково (Заволжское сельское поселение)
Ушаково — село в Ярославском районе Ярославской области России, входит в состав Заволжского сельского поселения.

## География
Расположено в 22 км на север от центра поселения посёлка Заволжье и в 23 км на северо-восток от Ярославля.

## История
Время основания Церкви Успения Пресвятой Богородицы относится к 1809 году. Престолов в ней было три: Успения Божией Матери, Архистратига Михаила и св. и чудотв. Николая.
В конце XIX — начале XX века село входило в состав Ушаковской волости Ярославского уезда Ярославской губернии.
С 1929 года село являлось центром Ушаковского сельсовета Ярославского района, в 1946—1957 годах в составе Толбухинского района, с 1954 года — в составе Точищенского сельсовета, с 2005 года — в составе Заволжского сельского поселения.

## Население
| 1859 | 2007 | 2010 |
| ---- | ---- | ---- |
| 104  | ↘0   | ↗2   |

### Известные жители
- Смирнов, Константин Николаевич (1862—1930) — преподаватель и церковный историк.

## Достопримечательности
В селе расположена недействующая Церковь Успения Пресвятой Богородицы (1809).